# Місія на двох
«Місія на двох» (англ. Hidden Strike, також Project X-Traction) — пригодницький бойовик 2023 року, знятий Скоттом Во за сценарієм Араша Амеля. Головні ролі у фільмі зіграли Джекі Чан, Джон Сіна, Ма Чуньжуї та Пілу Асбек.
Фільм вийшов 6 липня 2023 року в Об'єднаних Арабських Еміратах та кількох інших країнах, а 28 липня — у США та на платформі Netflix. Прем'єра в Україні відбулася 17 серпня 2023 року. Фільм провалився в прокаті й отримав загалом негативні відгуки критиків.

## Сюжет
Після нападу найманців на нафтопереробний завод в Іраку два колишні військові, китайський спецпризначенець «Дракон» Фен і американський «морський котик» опиняються по різні боки барикад, але згодом об'єднуються, аби врятувати науковців заводу і цивільних жителів.

## Актори
- Джекі Чан — «Дракон» Фен (Ло Фен)
- Джон Сіна — Кріс Ван Горн
- Пілу Асбек — Оуен Педдок
- Ма Чуньжуї (Ма Сіньжуї) — Ло Мей
- Амадей Серафіні — Генрі Ван Горн
- Хані Адель — капітан Азір
- Лейла Езз Ель-Араб — Сорая
- Чженьвей Ван — Сяо Вей
- Саймон Гонг (Гун Цзунь) — Хай Мін
- Тім Мен — Нокс
- Рейчел Головей
- Макс Хуан
- Нео Хоу (Хоу Мінхао) — помічник Нін

## Виробництво
Спочатку фільм планувався як співпраця між Джекі Чаном і Сильвестром Сталлоне, але Сталлоне відмовився, і його замінив Джон Сіна. Фільм знятий у 2018 році. Місце дії перенесене з Китаю на Близький Схід.
Фільм відомий під кількома робочими назвами: «Ex-Baghdad», «Project X», «Project X-Traction», «SNAFU».

## Випуск
Трейлер фільму випущений 30 травня 2023 року. Перший український трейлер — 5 червня 2023 року.
Фільм вийшов у прокат 6 липня 2023 року в Об'єднаних Арабських Еміратах і на окремих міжнародних ринках, а 28 липня 2023 року — у Сполучених Штатах і на платформі Netflix. На Netflix «Місія на двох» отримала найбільшу кількість переглядів на вихідні в усьому світі, посівши перше місце в чартах США та 53 інших країн, без жодної реклами з боку стримінгової платформи. Фільм залишався на першому місті протягом двох тижнів, зібравши 56,8 млн переглядів за перші 28 днів після випуску.

## Сприйняття
На агрегаторі рецензій Rotten Tomatoes 24 % із 17 опитаних критиків дали фільму позитивну рецензію.
Чейз Гатчінсон з «Collider» поставив фільму оцінку «D», розкритикувавши сюжет, дію та надмірне використання комп'ютерних ефектів, а також «відсутність хімії» між Чаном і Сіною. Джеймс Марш із «South China Morning Post» дав фільму 1 із 5 зірок і також зазначив відсутність хімії між двома зірками та сказав, що історія вийшла «втомлива», «передбачувана» та «незавершена».
Інші критики дали більш схвальні відгуки. Сі Джіа з «Geek Culture» поставив фільму 6,1 з 10 і написав: «Приходьте заради дії, залишайтеся заради чудової хімії між Чаном і Сіною — але нічого іншого. Хоча „Місія на двох“ має достатню частку чарівності, це, зрештою, незабутня прогулянка який служить просто попкорном для розваг і, швидше за все, стане далеким спогадом через кілька місяців». Ніл Соунс із «The Times of India» дав 3 із 5 зірок і написав: «Жодна зірка не є витратною через їхню силу змалювання, але це очікувалося від такого знаменитого блокбастера, який, ймовірно, призведе до продовження, якщо цей досить добре справляється. Безглуздий, але кумедний фільм „Місія на двох“ максимально використовує здібності Чана та Сіни розважати на екрані».
Денис Федорук на ITC поставив фільму 2 бали із 5 та, зокрема, зазначив, що фільм «візуально штучний» та має «примітивний сюжет».